# 에버트 인권상
에버트 인권상은 수 년간 노동운동의 적극적인 지지활동을 해왔던 파이스트 부부가 전 재산을 독일의 민간 비영리재단인 프리드리히 에버트 재단에 기탁하면서 세계 각지에서 인권 증진에 공헌한 개인이나 단체에게 수여할 목적으로 1994년에 제정된 인권상이다. 시상식은 매년 12월 5일 베를린에서 진행되며 상패와 함께 상금 2만 유로가 전달된다.

## 역대 수상자
- 2017년 수상자: 대한민국 시민[1]

재단을 대표한 사문걸(Sven Schwersensky)프리드리히 에버트 재단 한국 사무소 소장은 “민주적 참여권의 평화적 행사와 특히 평화적 집회의 자유는 생동하는 민주주의의 필수적인 구성요소”라고 하면서 “대한민국 국민들의 촛불집회가 이 중요한 사실을 전세계 시민들에게 각인시켜 준 계기가 되었다고 생각해 인권상을 제정한 이래 처음으로 대한민국 국민들에게 이 상을 수여하기로 결정했다”고 밝히면서 "가혹한 겨울 날씨에 주말마다 거리로 나와 민주주의에 대한 의지와 헌신을 모범적으로 드러낸 사례"라고 했다.
- 2016년 수상자: 여성평화노선 (La Ruta Pacifica de las Mujeeres) / 콜롬비아
- 2015년 수상자: 일란 사데 시장과 하산 아탐나 시장 / 이스라엘
- 1995-2014년: 수상자 링크 자료 참조
- 1994년년 최초 수상자: 1994 사단법인 마리 슈레이 베라인 / 독일

법인으로 등록된 마리 슈레이 베라인은 제 3 세계 여성 인권 신장에 기여한 공로를 통해서 인권상을 수여 받음

## 같이 보기
- 프리드리히 에버트 재단